# Condado de Liberty (Flórida)
O condado de Liberty (em inglês:  Liberty County) é um dos 67 condados do estado americano da Flórida. A sede e única localidade incorporada do condado é Bristol. Foi fundado em 15 de dezembro de 1855.

## Geografia
De acordo com o United States Census Bureau, o condado possui uma área de 2 184 km², dos quais 2 164 km² estão cobertos por terra e 20 km² por água.

## Demografia
Segundo o censo nacional de 2010, o condado possui uma população de 8 365 habitantes e uma densidade populacional de 4 hab/km². É o condado com a menor densidade demográfica da Flórida. Possui 3 357 residências, que resulta em uma densidade de 1,5 residências/km².